# Epidendrum rowleyi
Epidendrum rowleyi là một loài thực vật có hoa trong họ Lan. Loài này được Withner & Pollard mô tả khoa học đầu tiên năm 1969.